# Eisbrecher

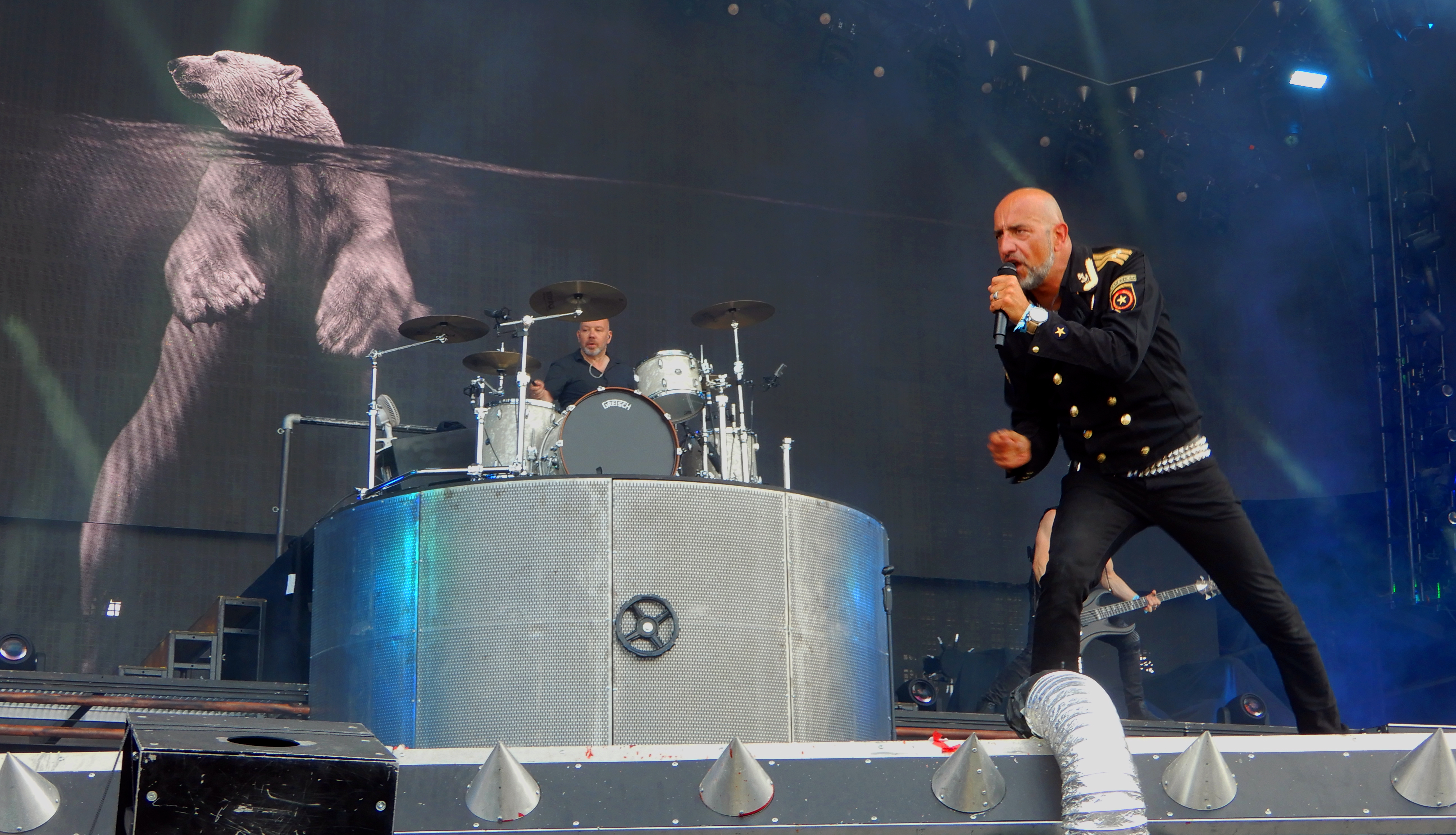
Eisbrecher au Hellfest 2019.

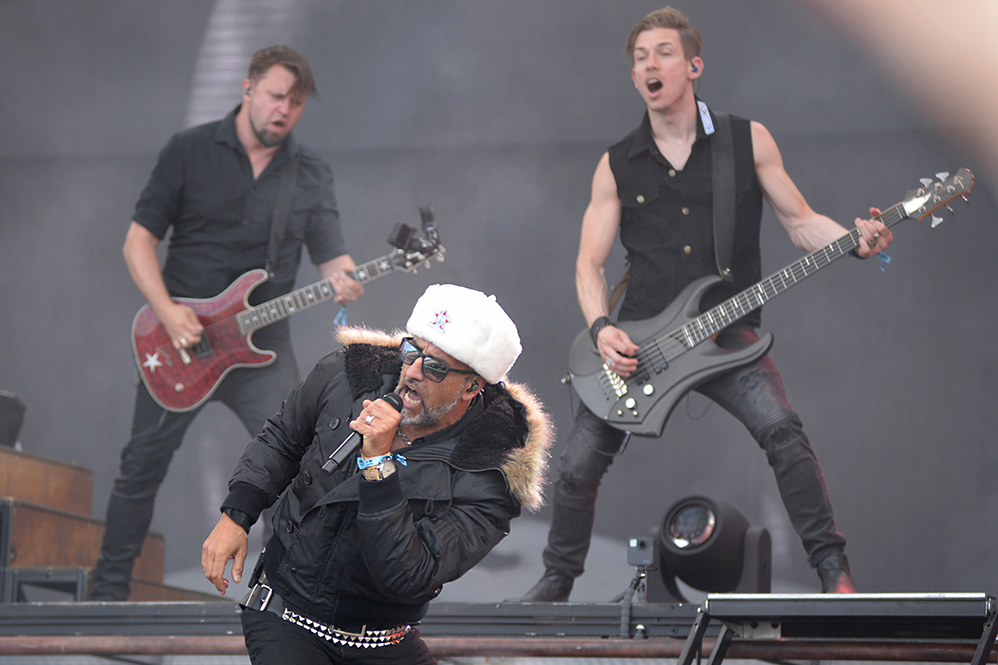
Alexx Wesselsky, Jürgen Plangger et Rupert Keplinger au Hellfest 2019.

Eisbrecher est un groupe de Neue Deutsche Härte et metal industriel allemand, originaire de Fürstenfeldbruck. Il est formé en 2002 par Alexx Wesselsky (chants) et Noel Pix (guitare solo/programmation), deux anciens membres de Megaherz, groupe ayant déjà connu à cette date un succès non négligeable en Allemagne et aux États-Unis.

## Biographie

### Débuts (2003–2009)
Après son départ de Megaherz en 2003 à cause de divergences créatives, Wesselsky s'allie avec Noel Pix, qui endosse les rôles de claviériste, guitariste et programmateur sur les albums Kopfschuss et Himmelfahrt.
En janvier 2004, le groupe publie son premier album éponyme, Eisbrecher. Les 5 000 premiers exemplaires incluent un CD vierge accompagné d'une permission de graver légalement les chansons. Le groupe fait cela en guise de protestation contre ce qu'il considère être de la « criminalisation » des fans.
Le groupe publie son deuxième album, Antikörper, en octobre 2006. L'album devient leur premier à atteindre les Media Control Charts, à la (85e place). Le groupe tourne ensuite avec U.D.O. en décembre 2006.
En 2007, Eisbrecher joue dans deux festivals majeurs en Allemagne, le Wave-Gotik-Treffen et le Summer Breeze Open Air.
En mai 2008, le bassiste Martin Motnik quitte le groupe, et est remplacé par le guitariste de Megaherz, Olliver Pohl. Kann denn Liebe Sünde Sein est publié le 18 juillet 2008 comme premier single en soutien à leur troisième album, Sünde. Il atteint la troisième place des Deutsche Alternative Charts. L'album est publié le 22 août 2008 en Allemagne et atteint la 18e place des Media Control Charts. Le groupe part ensuite en tournée entre septembre 2008 et octobre 2009, en Allemagne, en Autriche, en Russie, aux Pays-Bas et en Suisse. Début mars 2009, le groupe signe avec le label américain Metropolis Records, après la fermeture de Dancing Ferret Discs à la fin de 2008.

### EiszeitetDie Hölle muss warten(2009–2013)
Le 24 avril 2009, Wesselsky et Pix sont invités à la Radio Goethe pour la promotion de la sortie américaine de leur album Sünde. Wesselsky souhaiterait tourner aux États-Unis « aussi vite que possible ». Il explique également qu'avec la popularité de Rammstein, Nena et Falco, il espère que Eisbrecher devienne le prochain groupe à se populariser aux États-Unis. Il annonce aussi un quatrième album ; aucun titre n'est révélé, mais les enregistrements s'effectuent. Le 20 juin 2009, Eisbrecher joue son tout premier grand festival en Autriche, au Nova Rock Festival, aux côtés de Killswitch Engage, Monster Magnet et In Extremo.
Leur quatrième album, Eiszeit, est publié le 16 avril 2010. Le single-titre, Eiszeit, est publié le 19 mars 2010 et devient leur premier single à atteindre les Media Control Charts (84e place). L'album débute 34e des Media Control Charts, 5e du Ö3 Austria Top 40, et 76e des Swiss Music Charts. En août 2010, Eisbrecher est annoncé aux labels Sony Records et Columbia Records. Après le festival Summer Breeze Open Air, le bassiste Olli Pohl quitte le groupe, qui le remplace plus tard par le bassiste Dominik Palmer. En novembre 2010, Eisbrecher tourne avec Alice Cooper et Tarja Turunen pendant la tournée Theatre of Death Tour de Cooper en Allemagne. Le batteur Rene Greil, ayant besoin de se faire opérer du dos, est temporairement remplacé en tournée par Sebastian Angrand.
Le 26 février 2011, les forums de Herzeleid.com annoncent que le batteur live Rene a quitté Eisbrecher à cause de problèmes de santé. Rene est remplacé par Achim Färber. Annoncé le 31 mars 2011, Eisbrecher publie un best-of intitulé Eiskalt prévu pour le 29 avril 2011. Cependant, Alexx explique qu'il aurait été annoncé sans l'accord du groupe, qui n'aurait choisi aucune des chansons présentes sur la compilation. Eisbrecher participe au Nova Rock Festival en Autriche le 11 juin 2011, avec Thirty Seconds to Mars, Hammerfall, In Extremo et Linkin Park. Au concert à Zugspitze le 5 novembre 2011, Eisbrecher joue six nouvelles chansons de leur album à venir, intitulé Die Hölle muss warten.
Le premier single de l'album, Verrückt, est publié le 20 janvier 2012. L'album est publié le 3 février 2012 et atteint la troisième place en Allemagne, la 21e place en Autriche et la 16e place en Suisse,. Le second single, Die Hölle muss warten, est publié le 30 mars 2012. Eisbrecher joue à plusieurs festivals entre mai et septembre 2012, comme au M'era Luna Festival, Amphi Festival, Wave-Gotik-Treffen Festival et au Nova Rock Festival. Entre mai et décembre 2012, Eisbrecher soutient Scorpions à leurs concerts des 12, 13, 15 et 17 mai 2012 en Allemagne. Die Hölle muss warten: Miststück Edition est publié avec quatre chansons, comme Miststück 2012, et un DVD avec cinq clips live, entre autres, le 28 septembre 2012.
Le 21 mars 2013, Rupert Keplinger est annoncé comme nouveau bassiste du groupe. Eisbrecher fait une tournée spéciale dixième anniversaire en novembre et décembre 2013.

### Zehn Jahre KaltetSchock(2014–2016)
Le 12 février 2014, Eisbrecher annonce son entrée en studio pour un prochain album. Prévu pour le 6 mars 2014, Eisbrecher publiera un album spécial intitulé Zehn Jahre Kalt le 11 mars 2014, uniquement aux États-Unis. L'album est publié au label Metropolis Records.
Le groupe annonce le 13 octobre 2014 que leur prochain album sera publié le 16 janvier 2015.
Un mois plus tard cependant, La date de sortie de Schock est repoussée au 23 janvier 2015. La couverture de l'album et le titre sont révélées le 18 octobre 2014. Schock Live est publié le 25 septembre 2015.

### SturmfahrtetEwiges Eis(2016-2019)
Annoncé le 5 octobre 2016 sur Facebook, Eisbrecher publie son septième album, Sturmfahrt, le 18 août 2017. Il atteint directement la première place des ventes d'album en Allemagne. L'album est aussi entré dans le top 10 des charts suisses et autrichiens respectivement à la 8e et 10e place. Cette sortie est suivie par une tournée européenne en septembre et octobre 2017. Lors de cette tournée de concerts, le groupe joue pour la première fois en France, le 14 octobre à Paris, lors d'un unique concert au Trabendo. L'album Sturmfahrt est nommé dans la catégorie Rock National aux Echo Awards le 12 avril 2018,.
Ewiges Eis, un album best-of, est sorti le 5 octobre 2018 et s'est classé no 6 des charts allemands. Le groupe s'est lancé dans une courte tournée de quatre dates en mai 2019 pour promouvoir l'album.

### Schicksalsmelodien,Liebe macht Monsteret départ de Noel Pix (2019-2024)
Eisbrecher est entré en studio début 2019 pour enregistrer leur prochain album dont la sortie est prévue début 2020. Le groupe a continué à jouer en concerts tout au long de l'année 2019, principalement dans des festivals dont un passage, le samedi 22 juin, sur la Mainstage 01 du Hellfest, le festival consacré aux musiques metal organisé à Clisson.
Eisbrecher a prévu sa première tournée européenne, Eis Over Europe, pour mai 2020, avec le groupe allemand de Neue Deutsche Härte Maerzfeld en support. Cependant, en raison de la pandémie de COVID-19, la tournée a du être reportée au printemps 2021 puis au printemps 2022. Le 21 mai 2020, le groupe sort une reprise de la chanson Stossgebet de Powerwolf, accompagnée par un clip vidéo le 30 mai 2020. Le 3 juillet 2020, Eisbrecher publie une vidéo du studio sur sa chaîne YouTube, confirmant un nouvel album à venir en octobre 2020 et un autre album en mars 2021. Le premier album, sorti le 23 octobre 2020, est une compilation de reprises intitulée Schicksalsmelodien. Le premier single de l'album, Skandal im Sperrbezirk sort le 18 septembre 2020. Un deuxième single, Anna (Lassmichrein Lassmichraus) (Anna let-me-in let-me-out), sort le 7 octobre 2020.
Le 15 janvier 2021, Eisbrecher sort FAKK, un nouveau single, et annonce, via leur page Facebook, la sortie de Liebe macht Monster, leur prochain album studio dont la sortie est prévue le 12 mars 2021.
Le 1er mars 2022, Eisbrecher annonce sur son site Web que la tournée Eis Over Europe est de nouveau reportée à fin avril 2023 afin de la faire coïncider avec le 20e anniversaire du groupe,.
Le 10 juillet 2023, Eisbrecher publie le vidéo clip du titre Wir Sind Gold, sorti uniquement en single promotionnel en 2016, sur la page Youtube du groupe et annonce la sortie de la compilation Es bleibt kalt°! (2003-2023) le 18 août.
Le 17 février 2024, Alexx Wesselsky annonce lors d'une interview dans le journal Augsburger Allgemeine que Noel Pix, le guitariste principal et cofondateur du groupe, ne faisait plus partie de Eisbrecher. Il est remplacé par Marc « Micki » Richter, le guitariste principal de Die Herren Wesselsky, le projet solo du chanteur Alexx Wesselsky, et joue également de la guitare dans les groupes Atrocity et Leaves Eyes. 
Le 20 février 2024, le groupe a confirmé la nouvelle du départ de Noel Pix.

### Kaltfront(depuis 2024)
Le 21 novembre 2024, Eisbrecher publie le vidéo clip Tränen lügen nicht, une reprise du chanteur allemand Michael Holm. Le 29 novembre 2024, Eisbrecher publie le single Everything is Wunderbar, tiré de leur prochain album studio Kaltfront, dont la sortie est prévue le 14 mars 2025 et accompagné d'un vidéo clip publié le 30 novembre 2024.

## Membres

### Membres actuels
- Alexander « Alexx » Wesselsky - chant (depuis 2003).
- Maximillian « Maximator » Schauer - synthétiseur, programmation (depuis 2003, uniquement en session depuis 2008).
- Marc « Micki » Richter – guitare, choriste (depuis 2024).
- Jürgen Plangger - guitare, choriste (depuis 2007).
- Achim Färber - batterie, percussions (depuis 2011).
- Rupert Keplinger – basse (depuis 2013).

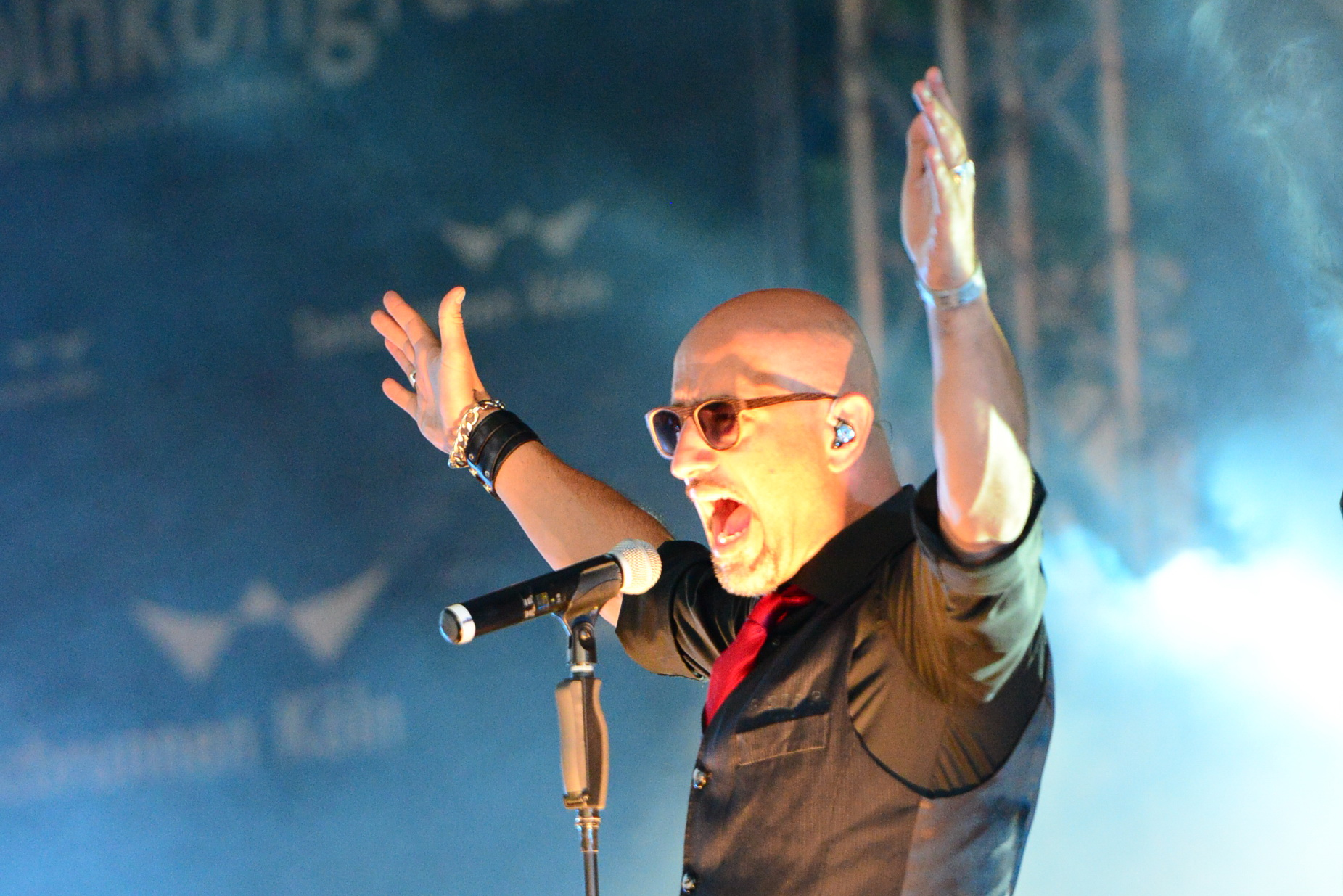
Alexx Wesselsky en 2014.
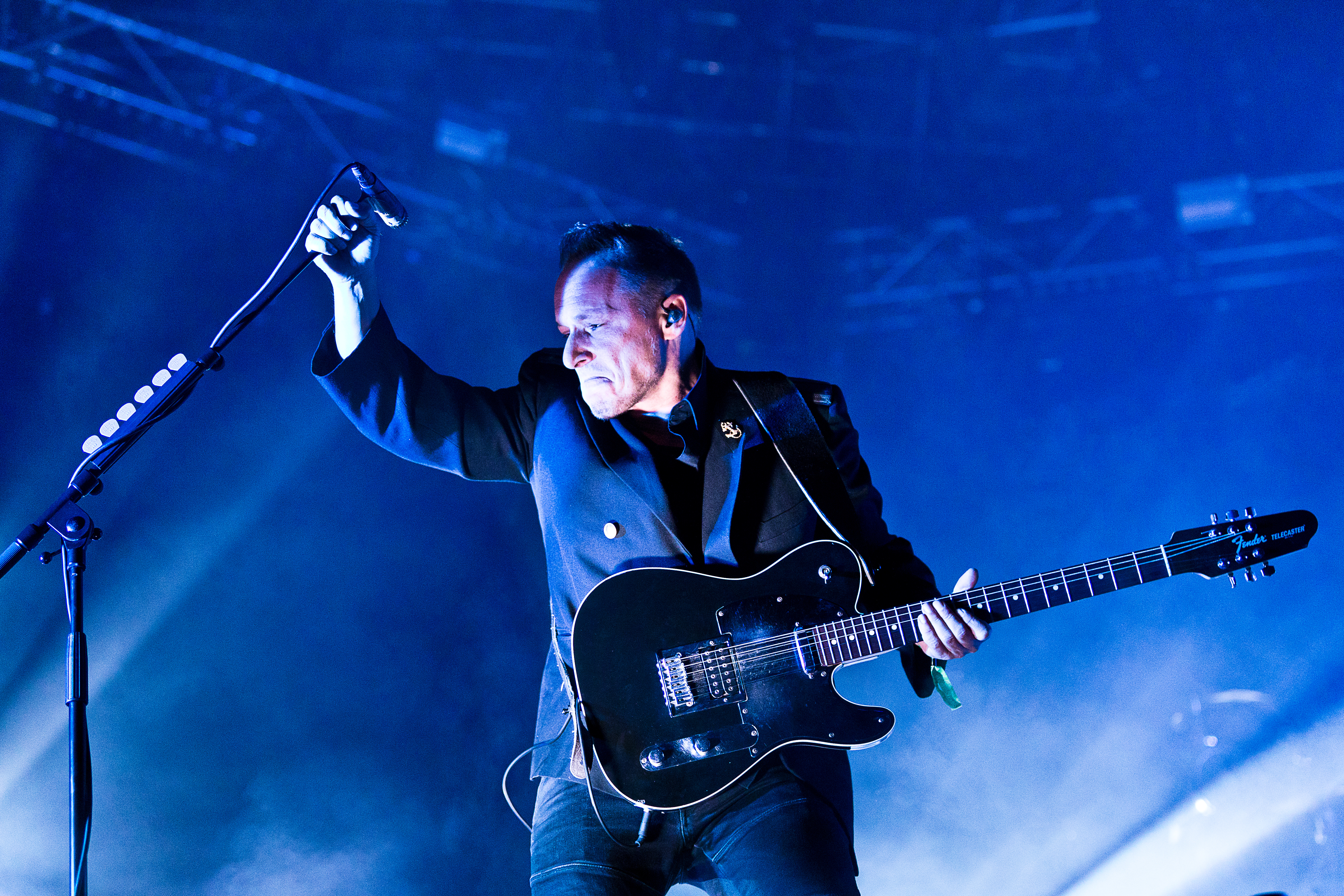
Noel Pix en 2015.
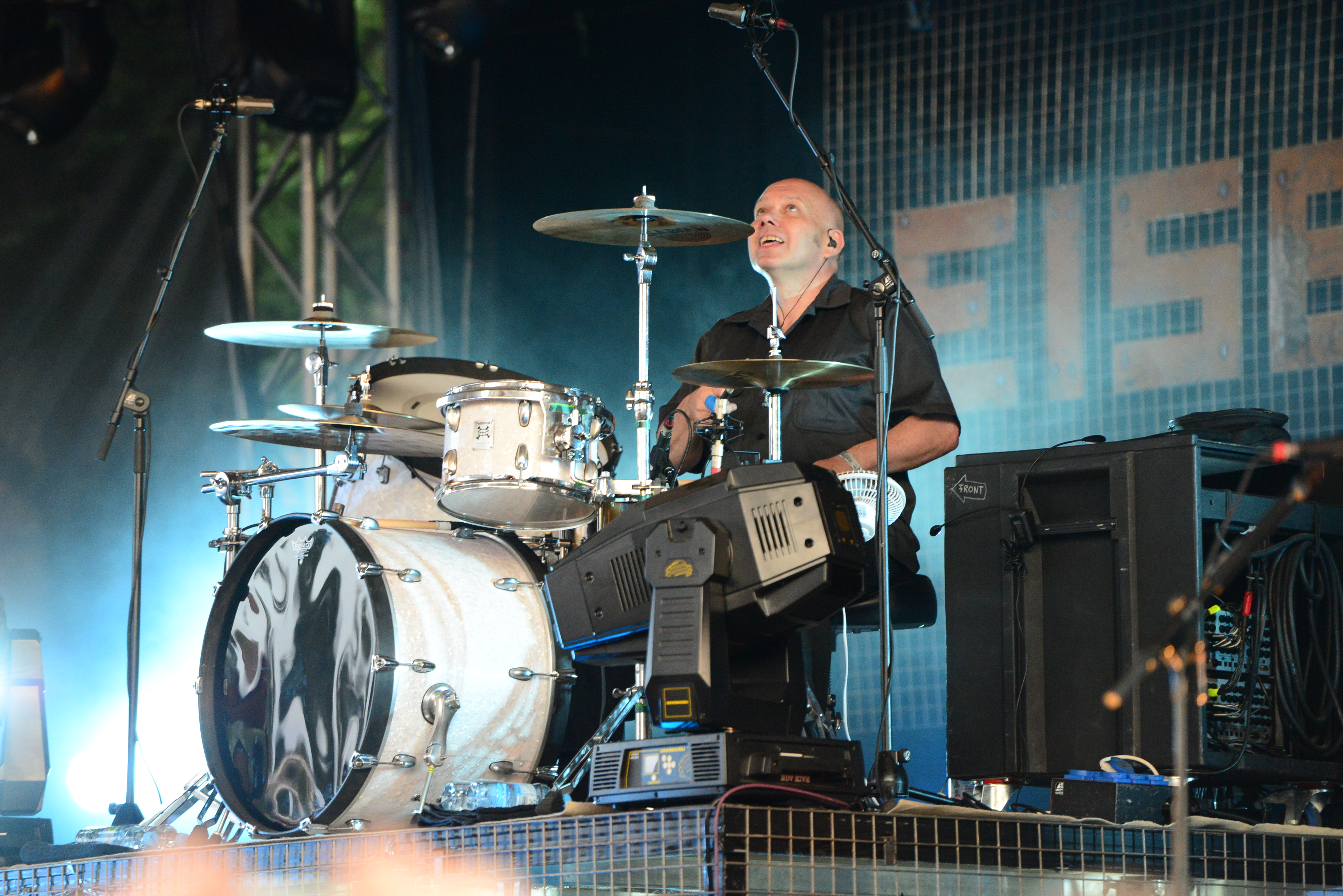
Achim Färber en 2014.
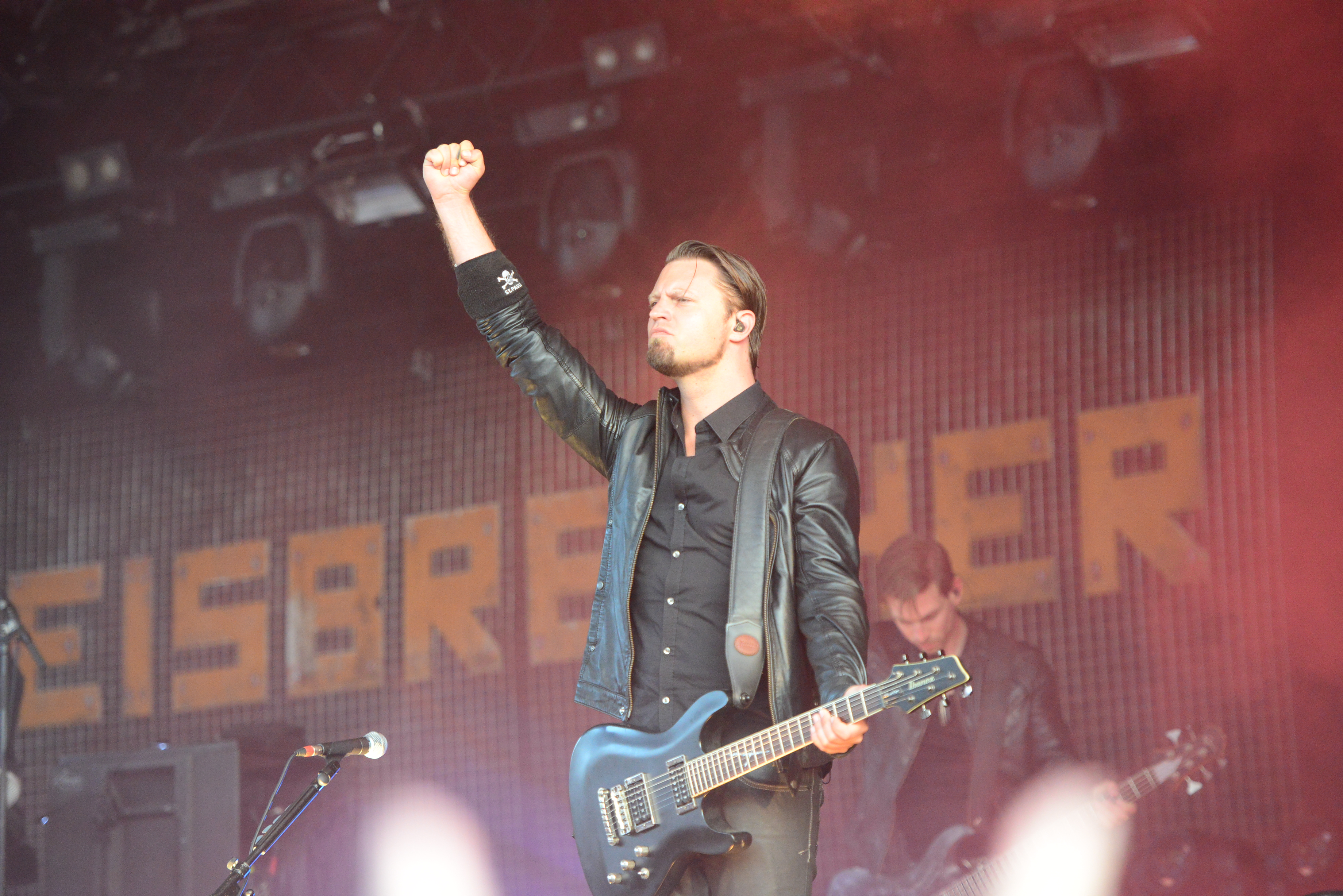
Jürgen Plangger en 2014.
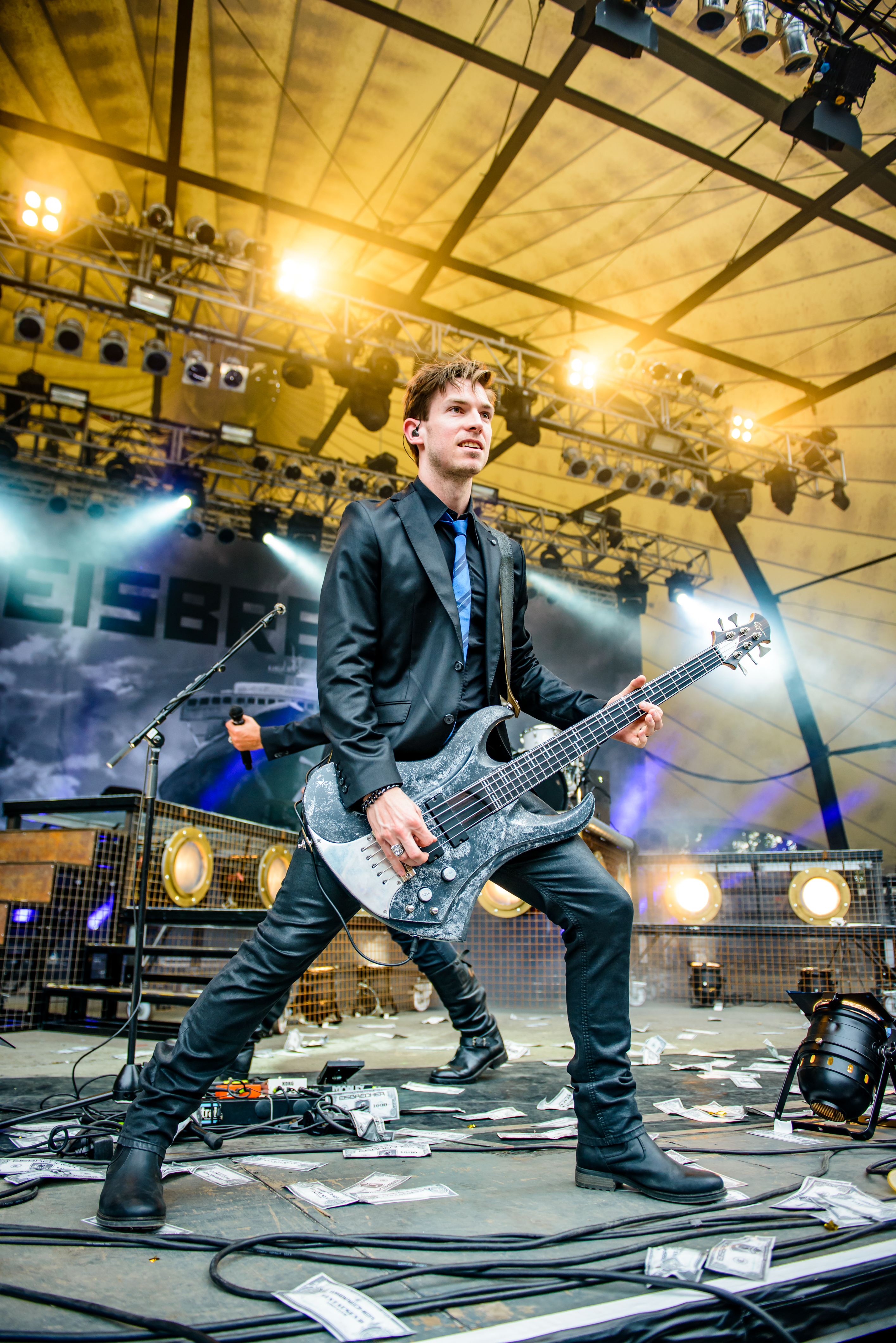
Rupert Keplinger en 2016.

### Anciens membres
- Jochen « Noel Pix » Seibert - guitare, programmation, choriste (2003-2024).
- Felix « Primc » Homeier – guitare rythmique (2003–2007).
- Micheal « Miguel » Behnke – basse (2003–2007).
- Martin Motnik – basse (2007–2008).
- Olli Pohl – basse (2008–2010, 2015).
- Dominik Palmer – basse (2010–2013).
- Rene Greil – batterie (2003–2011).
- Sébastien Angrand - batterie (2010).

## Distinctions

### Nominations
- Echo Awards :
  - 2018 : Catégorie Rock national – Sturmfahrt[13],[14].

## Vidéographie

### Vidéo clips
- 2004 - Schwartze Witwe, tiré de l'album Eisbrecher
- 2007 - Vergissmeinicht, tiré de l'album Antikorper
- 2010 - Eiszet, tiré de l'album éponyme
- 2012 - Verrückt, tiré de l'album Die Hölle Muss Warten
- 2012 - Die Hölle Muss Warten, tiré de l'album éponyme
- 2012 - Miststück 2012
- 2014 - Zwischen Uns, tiré de l'album Shock
- 2015 - Volle Kraft Voraus, tiré de l'album Shock
- 2015 - Rot Wie Die Liebe, tiré de l'album Shock
- 2017 - Was Ist Hier Los?, tiré de l'album Sturmfahrt
- 2018 - Das Gesetz, tiré de l'album Sturmfahrt
- 2020 - Stossgebet, tiré de l'album Schicksalsmelodien
- 2020 - Skandal Im Sperrbezirk, tiré de l'album Schicksalsmelodien
- 2020 - Anna Lassmichrein Lassmichraus, tiré de l'album Schicksalsmelodien
- 2021 - Fakk, tiré de l'album Liebe Macht Monster
- 2021 - Out Of The Dark, tiré de l'album Schicksalsmelodien
- 2021 - Im Guten Im Bösen, tiré de l'album Liebe Macht Monster
- 2022 - Himmel, tiré de l'album Liebe Macht Monster
- 2023 - Wir Sind Gold
- 2024 - Tränen Lügen Nicht
- 2024 - Everything is Wunderbar